# ديفيد فورد (لاعب كرة قدم)
ديفيد فورد (بالإنجليزية: David Ford)‏ (2 مارس 1945 بشفيلد في المملكة المتحدة - ) هو لاعب كرة قدم بريطاني في مركز مهاجم داخلي. لعب مع شيفيلد وينزداي ونادي هاليفاكس تاون.

## وصلات خارجية
- ديفيد فورد على موقع قاعدة بيانات كرة القدم.إي يو (الإنجليزية)